# Villabuena del Puente
Villabuena del Puente è un comune spagnolo di 944 abitanti situato nella comunità autonoma di Castiglia e León.